# Гаджиев, Мурад Ильясович
Мурад Ильясович Гаджиев (19 мая 1977, Махачкала, Дагестанская АССР, РСФСР, СССР) — российский спортсмен, специализируется по карате кумите и WKF, двукратный чемпион Европы, многократный чемпион России. Мастер спорта России международного класса.

## Спортивная карьера
Спортивную карьеру начал в 1990 году в Махачкале под руководством тренера Омара Муртазалиева. В апреле 2004 года стал победителем открытого чемпионата Италии. Мурад Гаджиев показал лучшие результаты в сезоне 2006 года. На чемпионате России он был первым в категории до 80 кг и третьим в абсолютной категории. На Кубке России – первым в абсолютном весе и вторым в своей весовой категории. В декабре того же года стал вторым на турнире Звезды татами. На чемпионате России 2007 года стал победителем в абсолютной весовой категории и вторым в весе до 80 кг. В 2015 году завоевал серебряную медаль на чемпионате России. Является старшим тренером сборной Дагестана.

## Результаты на международных соревнованиях
- Чемпионат России по карате 1998 — ;
- Чемпионат России по карате 1999 — ;
- Чемпионат России по карате 2000 — ;
- Кубок России по карате 2000 — ;
- Чемпионат России по карате 2001 — ;
- Кубок России по карате 2002 — ;
- Кубок мира по карате 2003 — ;
- Чемпионат России по карате 2004 — ;
- Чемпионат Европы по карате 2004 (команда) — ;
- Чемпионат мира по карате 2004 (команда) — ;
- Чемпионат России по карате 2005 — ;
- Чемпионат России по карате 2006 — ;
- Чемпионат России по карате 2006 (абсолютная) — ;
- Кубок России по карате 2006 (абсолютная) — ;
- Кубок России по карате 2006 — ;
- Чемпионат России по карате 2007 (абсолютная) — ;
- Чемпионат России по карате 2007 — ;
- Чемпионат Европы по карате 2007 (команда) — ;
- Чемпионат Европы по карате 2007 — ;
- Чемпионат Европы по карате 2008 (команда) — ;
- Чемпионат России по карате 2012 — ;
- Чемпионат России по карате 2015 — ;

## Личная жизнь
В 1994 году окончил школу № 1 Махачкалы. В 1999 году окончил экономический факультет Дагестанского государственного университета.